# Ajuntament de Borredà
L'Ajuntament de Borredà és una obra del municipi de Borredà (Berguedà) inclosa en l'Inventari del Patrimoni Arquitectònic de Catalunya.

## Descripció
Edifici entre mitgeres estructurat en planta baixa i tres pisos superiors i coberta de teula àrab. Les obertures es distribueixen als tres nivells de forma ordenada, tres per planta, ressaltant la importància del primer pis amb una balconada de ferro forjat senzilla. Totes les obertures són allindanades amb llindes de pedra monolítica, a excepció de les del tercer pis, arcs escarsers de majors dimensions que les de pisos inferiors, antigament usats com a assecadors de la llana, molt comuns a la vila. El parament és de petites pedres poc treballades, disposades en filades i unides amb morter. Destaca també l'entrada de la planta baixa, són tres arcs escarsers que a manera de pòrtic, retrassen l'entrada a l'edifici pròpiament dit.

## Història
Des del s. XVII es té documentada l'existència de l'immoble, destinat a la casa del comú. Els batlles i regidors eren nomenats pels abats de Ripoll, senyors jurisdiccionals del lloc, entre els pagesos benestants del terme; a partir de finals del segle xviii comencen els nomenats paraires que acaben controlant la vida del nucli. Amb la reforma del règim municipal, l'abat proposava el batlle per dos anys, aquest escollia tres regidors i els càrrecs es confirmaven per reial audiència.
L'edifici, seu de l'ajuntament des del final s. XIX, fou totalment restaurat el 1980 per la diputació de Barcelona que modificà l'interior, adaptant-lo com a dependències municipals i altres serveis (arxiu municipal, dispensari, etc.)